# Камотес (море)
Море Камотес (на английски: Camotes sea) е междуостровно море на Тихия океан, разположено в югоизточната част на Филипинския архипелаг, на територията на Филипините. Простира се между островите Лейте на изток, Себу на запад и Бохол на юг. На север се свързва с море Висаян, а на юг и югозапад чрез протоците Канигао и Бохол съответно – с море Минданао. Дължина от север на юг 135 km, ширина 80 km, дълбочина до 804 m. В централната му част са разположени островите Камотес (Пасихан, Поро и др.). Бреговете му на места са низинни, а на други места стръмни. Климатът е тропичен, мусонен. От юни до октомври се разразяват тайфуни. Температура на водата през зимата 24 – 27 °C, през лятото 28 – 29 °C. Соленост около 34,5‰. Приливите са неправилни полуденонощни с височина до 1 – 2 m. Развит е риболова с местно значение. Основни пристанища: Сан Исидоро, Паломпон, Байбай (на остров Лейте), Себу (на остров Себу), Талибон (на остров Бохол).